# Darjah Yang Amat Mulia Bintang Kenyalang Sarawak
Der Darjah Yang Amat Mulia Bintang Kenyalang Sarawak (dt.: Orden des Stern des Nashornvogels Sarawak) ist die zweithöchste Auszeichnung (in der Gruppe der Auszeichnungen) der Orden, Auszeichnungen und Medaillen von Sarawak. Der Orden wurde 1970 eingeführt und 1988 neu gestaltet. Zwei weitere Ränge wurden neu eingeführt: der 'Officer' 1988 und der 'Companion' 2002.

## Einteilung
Der Orden ist eingeteilt in sechs Klassen:
| Orden                                                     | Post Nominal | Titel          | Einführung | Änderung | Nummer lebender Träger |   |
| --------------------------------------------------------- | ------------ | -------------- | ---------- | -------- | ---------------------- | - |
| Datuk Patinggi Bintang Kenyalang (Knight Grand Commander) | D.P.         | Datuk Patinggi | 1970       | 1988     | 20                     | 1 |
| Datuk Amar Bintang Kenyalang (Knight Commander)           | D.A.         | Datuk Amar     | 1973       | 1988     | 27                     | 2 |
| Panglima Gemilang Bintang Kenyalang (Commander)           | P.G.B.K.     | Datuk          | 1973       | 1988     | 130                    | 3 |
| Johan Bintang Kenyalang (Companion)                       | J.B.K.       | Keine          | 1973       | 1988     | 150                    | 4 |
| Pegawai Bintang Kenyalang (Officer)                       | P.B.K.       | Keine          | 2002       | Keine    | Unbegrenzt             | 5 |
| Ahli Bintang Kenyalang (Member)                           | A.B.K.       | Keine          | 1988       | Keine    | Unbegrenzt             | 6 |

| Ordensstreifen               | Ordensstreifen    | Ordensstreifen               | Ordensstreifen | Ordensstreifen   | Ordensstreifen |
| ---------------------------- | ----------------- | ---------------------------- | -------------- | ---------------- | -------------- |
| Datuk Patinggi (D.P.)        | Datuk Amar (D.A.) | Panglima Gemilang (P.G.B.K.) | Johan (J.B.K.) | Pegawai (P.B.K.) | Ahli (A.B.K.)  |
| Bänder                       |                   |                              |                |                  |                |
|                              |                   |                              |                |                  |                |
| Bandmuster (1970, 1973–1988) |                   |                              |                |                  |                |
|                              |                   |                              |                |                  |                |

## Benennungskriterien

### Panglima Gemilang Bintang Kenyalang (P.G.B.K.)
Dieser Rang wurde für Männer und Frauen eingeführt, welche exzellente Dienste für den Staat Sarawak über lange Zeit geleistet haben und über großen Einfluss verfügen, welcher ihrem Rang angemessen ist.

### Johan Bintang Kenyalang (J.B.K.)
Wird an Männer und Frauen mit hohem Ansehen verliehen, die dem Staat Sarawak in ihren jeweiligen Bereichen ehrenvolle Dienste geleistet haben. Um sich zu qualifizieren, müssen die Nominierten einen starken Einfluss in dem Bereich zeigen, in dem sie aktiv sind, und diesen zum Wohle aller ausüben. Im öffentlichen Dienst diejenigen, die sich in der Premier-Besoldungsgruppe „C“ oder der Sonder-Besoldungsgruppe „C“ befinden oder der Top-Management-Gruppe oder einer gleichwertigen Gruppe angehören (Kumpulan Pengurusan Tertinggi).

### Pegawai Bintang Kenyalang (P.B.K.)
Eine Auszeichnung für Personen in hohen Positionen im Diensten für den Staat Sarawak, die zwar nicht so herausragend ist wie für die zweite Besoldungsgruppe erforderlich, aber als besonders angesehen werden kann, beispielsweise die erfolgreiche Wahrnehmung einer besonderen Funktion oder Verantwortung über einen Zeitraum von mehreren Jahren. Personen aus der Berufs- und Managementgruppe des öffentlichen Dienstes oder höher, darunter der stellvertretende Kommissar der Polizei, der Oberst der Armee, der Kapitän der Luftwaffe und der Kapitän der Marine, können nominiert werden.

### Ahli Bintang Kenyalang (A.B.K.)
Für Dienste und Beiträge von hoher Wertschätzung, die ihrer Position oder Rolle entsprechen. Nominierte aus dem öffentlichen Dienst der Unterstützungsgruppe oder höher, darunter der stellvertretende Superintendent der Polizei, Major der Armee, Staffelführer der Luftwaffe und Lieutenant Commander der Marine.

## Ordensträger

### Datuk Patinggi Bintang Kenyalang (D.P.)
Verleiht seinen Trägern den Titel Datuk Patinggi. Ehefrauen des Preisträgers werden Datin Patinggi genannt, während Ehemänner keinen Höflichkeitstitel erhalten.
- Datuk Patinggi Hussein Onn, Premierminister von Malaysia
- Datuk Patinggi Mahathir bin Mohamad, Premierminister von Malaysia 1980
- Datuk Patinggi Tan Sri Abdul Rahman Ya'kub, Chief Minister of Sarawak und State Assembly Member (ADUN) für Kuala Rajang
- Datuk Patinggi Tan Sri Abdul Taib Mahmud, Chief Minister of Sarawak und State Assembly Member (ADUN) für Balingian
- Datuk Patinggi Tan Sri Alfred Jabu anak Numpang, Deputy Chief Minister of Sarawak und State Assembly Member (ADUN) für Layar – 2004[6]
- Datuk Patinggi Tan Sri George Chan Hong Nam, Deputy Chief Minister of Sarawak und State Assembly Member (ADUN) für Piasau – 2005
- His Royal Highness Tunku Ibrahim Ismail Sultan Iskandar, Tunku Mahkota Johor – 2009[7]
- Puan Sri Datuk Patinggi Laila Taib, Ehefrau des Chief Minister of Sarawak – 2009[7]
- Datuk Patinggi Tan Sri Muhyiddin Yassin, Deputy Prime Minister of Malaysia – 2014[8]
- Datuk Patinggi Tan Sri Adenan Haji Satem, Fünfter Chief Minister of Sarawak – 2014[9]
- Toh Puan Datuk Patinggi Ragad Kurdi Taib, Ehefrau von Yang di-Pertua Negeri Sarawak (Gouverneur von Sarawak) – 2015[10]
- Datuk Patinggi Ahmad Zahid Hamidi, Deputy Prime Minister of Malaysia – 2016[11]
- Datuk Patinggi Abang Johari Tun Abang Haji Openg, Sechter Chief Minister of Sarawak – 2017[12]
- Datuk Patinggi Tan Sri Leonardus Benyamin Moerdani, Commander of the Indonesian National Armed Forces – 1986
- Datuk Patinggi Ismail Sabri Yaakob, Prime Minister of Malaysia – 2022[13]

### Datuk Amar Bintang Kenyalang (D.A.)
Verleiht seinen Trägern den Titel Datuk Amar. Ehefrauen des Preisträgers werden Datin Amar genannt, während die Ehemänner des Preisträgers keinen Höflichkeitstitel erhalten.
- Tan Sri Datuk Amar Alfred Jabu anak Numpang, Deputy Chief Minister of Sarawak und Mitglied der Sarawak State Legislative Assembly (ADUN) for Layar
- Datuk Patinggi Abang Johari Tun Abang Haji Openg
- Datuk Amar Mohamad Morshidi Abdul Ghani, Sarawak State Secretary – 2010[7]
- Pehin Sri Adenan Satem, Vorsitzender der Sarawak Foundation – 2010[7]
- Datin Paduka Seri Rosmah Mansor, Ehefrau des Premierministers von Malaysia – 2010[14]
- Datuk Amar Mohamad Asfia Awang Nasar, Sprecher der Dewan Undangan Negeri Sarawak (Sarawak State Legislative Assembly) – 2011[15]
- Dato' Sri Douglas Uggah Embas, Deputy Chief Minister of Sarawak und Mitglied der Sarawak State Legislative Assembly (ADUN) für Bukit Saban – 2013[16]
- Tan Sri Datuk Amar Yaw Teck Seng, Gründer und Präsident der Samling Group – 2014[9][17]
- Tun Md Raus Sharif, Präsident des Court of Appeal of Malaysia – 2016[11]
- Datuk Amar Jamilah Anu, Frau von Datuk Patinggi Tan Sri Adenan Haji Satem, Chief Minister von Sarawak – 2016[11]
- Datin Patinggi Dato Juma'ani Tuanku Haji Bujang, Gattin von YAB Datuk Patinggi Abang Abdul Rahman Zohari (Abang Abdul Rahman Zohari Tun Abang Haji Openg), Chief Minister von Sarawak – 2018[18]
- Datuk Amar Alli Kawi, früherer Deputy Commissioner of Police von Sarawak und Sarawak Police Special Branch Chief – 2018 (Posthum)[18]
- Datuk Amar Tan Sri Sim Kheng Hong, früherer Deputy Chief Minister von Sarawak Cum Finance Minister.

### Panglima Gemilang Bintang Kenyalang (P.G.B.K.)
Verleiht seinen Empfängern den Titel Datuk. Ehefrauen des Empfängers werden Datin genannt, während ihre Ehemänner keinen Höflichkeitstitel haben.
- Tan Sri Datuk Yaw Teck Seng, Gründer der Samling Group. – 1990[17]
- Tan Sri Dato' Sri Peter Chin Fah Kui – 1998
- Datuk Mohammad Tufail Mahmud – 2004[6]
- Datuk Zainal Abdin Ahmad – 2004[6]
- Datuk Bolhassan Di, Sarawak Assistant Minister of Communication and Infrastructure Development. – 2009[7]
- Datuk Hamden Ahmad, Sarawak Assistant Minister of Tourism and Urban Development. – 2009[7]
- Right Reverend Datuk Bolly Lapok, Lord Bishop der Diocese of Kuching – 2009[7]
- Profesor Datuk Dr. Khairuddin Ab Hamid, Naib Canselor der Universiti Malaysia Sarawak (UNIMAS) – 2010[19][14]
- Datuk Haji Fadillah Haji Yusof, Deputy Minister of Science, Technology, and Innovation und Mitglied des Parlaments (MP) für Petrajaya – 2010[19]
- Datuk Dr Abang Haji Abdul Rauf Abang Haji Zen, Assistant Minister of Industrial Development – 2010[19]
- Datuk Hajah Fatimah Abdullah – 2011[15]
- Datuk Sylvester Entri Muran – 2011[15]
- Datuk Mohd Naroden Majais – 2011[15]
- Datuk Mong Dagang – 2011[15]
- Datuk Abdul Wahab Aziz – 2011[15]
- Datuk Roland Sagah Wee Inn – 2011[15]
- Major General Datuk Mazelan Kasap – 2011[15]
- Brigadier General Datuk Stephen Mundaw – 2011[15]
- Datuk Temenggong Kanang Langkau – 2011[15]
- Datuk Ling Suk Kiong, Deputy Chairman, Dayang Enterprise Holdings Berhad – 2014[9]
- Datuk Hajah Nancy Shukri, Minister im Prime Minister’s Department und Mitglied des Parlaments für Batang Sadong – 2016[11]
- Datuk Snowdan Lawan, Sarawak Assistant Minister für Youth and Sports und Mitglied des Parlaments für Balai Ringin – 2017[12]
- Datuk Talat Mahmood Abdul Rashid, State Attorney General – 2017[12]
- Professor Datuk Dr Mohamad Kadim Suadi, Vice Chancellor der Universiti Malaysia Sarawak (UNIMAS) – 2017[12]
- Datuk Abdul Ajis Abdul Majeed, früheres Parlamentsmitglied für Balingian – 2017[12]
- Professor Datuk Dr. Awang Bulgiba Awang Mahmud, Deputy Vice Chancellor, Universiti Malaya (UM) – 2017[12]
- Datuk Robert Lawson Chuat, Mitglied des Parlaments für P.204 Betong – 2018[18]
- Datuk Dr Abdul Rahman Junaidi, Mitglied des Parlaments für Pantai Damai – 2018[18]
- Dato Abdullah Abdul Rahim, früher General Manager der Sarawak Timber Industry Development Corporation (STIDC) – 2018[18]
- Datuk Hii Teck Yun, Präsident der Federation of Miri Division Chinese Associations – 2018[18]

### Johan Bintang Kenyalang (J.B.K.)
- Datuk Dr Ahmad Ridzwan Arshad – 2004[6]
- Kasjoo Kadis – 2004[6]
- Lim Kian Hock – 2004[6]
- Datin Napsiah Mahfoz – 2004[6]
- Prof. Dr. Khairuddin Abdul Hamid – 2004[6]
- Francis Johen Adam, Acting Deputy State Attorney General – 2009[7]
- Ubaidillah Abdul Latip, Permanent Secretary, State Ministry of Public Utilities – 2009[7]
- Pandelela Rinong, National Diver & Olympiateilnehmer – 2012[20]
- Izyan Alirahman (Zee Avi), Musiker – 2012[21]
- Mohd Hafiz Mohd Suip, Musiker – 2012[21]
- Jerry Kamit, Musiker mit der Sape – 2012[21]
- Muhamad Haneef Ali – 2016[22]

### Pegawai Bintang Kenyalang (P.B.K.)
1. Syed Mohamad Fauzi Shahab
2. Matthew Chin Hiong Choi
3. Saniah Abdul Kadir
4. Ivy Lim Chen Chen
5. Sapiah Daud
6. John Awan
7. Abg Borhanudin Abg Ahmad Masuine
8. Ahmad Sukarno Saini
9. Happysupina Sait
10. Mohizah Mohamad
11. Rusmaliza Mat Darus
12. Siti Nirainawati Aini
13. Wisil Lichok
14. Jamey Mijek
15. Noor Salmah Reduan
16. Christopher Danan Binjie
17. Abang Jamallidon Abang Ullie
18. Enting @ Inting Nyami
19. Abg Mohamed Abg Turkey
20. Sebi Abang
21. Abdul Khalid Manap
22. Lim Hock Meng
23. Suhaili Mohamed
24. Elsie William
25. Jamalie Busri
26. Alfred Geling Ason
27. Andrew Gumbak
28. Engkamat Lading
29. Dr Cheong Yaw Liang
30. Timothy Alexander
31. LT. Kolonel Zainal Azli Ismail
32. Dayang Rahanah Awang Mashor
33. Law Poh Kiong
34. Rawa Nau
35. Ali Suhaili
36. Fathi Mursidi
37. Dayang Rozana Abang Hassan
38. Bernard Sia Siew Fang
39. Mohd Syafiq Anas Abdullah
40. Ismail Ibrahim
41. Philip Sangkan
42. Alexson Naga Chabu
43. Roselina Daud
44. Zulfikar Mohd Ghazali
45. Leftenan Kolonel Hanable Sunday Edward
46. Azlan Ramli
47. Dr Firdaus Abdullah @ Kenneth Kevin Akeu
48. Abdul Malik Abdullah @ Hin Langit
49. Sikin  Sentok
50. Joel @ Berinau Bangin
51. Japri Bujang Masli
52. Louis Simon Peter
53. Gabriel Bain Gonyep
54. Alli Matsah
55. Ghani Abone @ Marnie Abon
56. Roshidi Junai
57. Lau Oi Phen
58. Lau Hieng Wuong
59. Thomas Jawa Lasu
60. Peter @ Peter Lai Sakul
61. Haminah Tan
62. Durie Augustine Tinggie
63. Nicholas Amin
64. Kuek Eng Mong
65. Datin Seri Baduyah Bujang
66. Sim Soon Tian
67. Hii Sieh Toh
68. Rasiah Ali @ Rosiah Ali
69. Henry Colin Belawing
70. Yeo Liew Yian
71. Margaret Philip Bedus
72. Iskandar Sharkawi
73. Han Hipeni
74. Jong Yee Kie
75. Chambai Lindong
76. Dajai Anggie
77. Guan @ Franklin Guang Juma
78. Horaira @ Horairah Hanapi
79. Jamaiyah Sulaiman
80. Jamilah Rakim
81. Jawan Nyaun
82. Jenny Jita Eyir
83. Juliana Usun Kalang
84. Natasha Nasa Douglas Uggah
85. Rosita Poni
86. Thomas Lamit Lutik
87. Alyik Manding
88. Florince Christy
89. Hillary Mawan Antar
90. James Mering Imang
91. Kayak @ Philip Brandah
92. Kiew Shyn Yong
93. Musin Radin
94. Nang Balai
95. Stephen Ang Teck Chai
96. Theresa Gelang Dinggin
97. Lee Siang Hua
98. Loh Ling Tai
99. Wong Tiong Kee
100. Alexander Donald
101. Augustine Anjat Beti

### Ahli Bintang Kenyalang (A.B.K.)
- PW (1) Temenggong Kanang Anak Langkau, SP, PGB, damals Commander (Datuk) 2011.
- Pandelela Rinong die jüngste Sarawakierin, welche die Auszeichnung erhielt als Teilnehmerin der Olympischen Sommerspiele 2012 in London.[23]
- Izyan Alirahman (Zee Avi) wurde ausgezeichnet in einer Investiturzeremonie am 12. Dezember 2012 zusammen mit Mohd Hafiz Mohd Suip, und Jerry Kamit.[21]